# 179678 Rietmeijer
179678 Rietmeijer este un asteroid din centura principală de asteroizi.

## Descriere
179678 Rietmeijer este un asteroid din centura principală de asteroizi. A fost descoperit pe 26 august 2002 la Observatorul Palomar în cadrul programului NEAT. Asteroidul prezintă o orbită caracterizată de o semiaxă mare de 2,44 ua, o excentricitate de 0,17 și o înclinație de 6,7° în raport cu ecliptica.